# Konstantine Schanawa
Konstantine Schanawa (Schreibweise beim Weltschachbund FIDE  Konstantine Shanava, georgisch კონსტანტინე შანავა; * 5. Mai 1985 in der Georgischen SSR) ist ein georgischer Schachspieler und seit 2006 Großmeister.

## Schachkarriere
Konstantine Schanawa spielte mehrere Jugendmeisterschaften auf nationaler und internationaler Ebene, wie 1995 in Verdun (Europa U10), 1997 in Tallinn (Europa U12) sowie 2000 und 2001 in Tiflis (Georgien U16). Seinen größten Erfolg erzielte er im Jahr 2001 in Oropesa del Mar, als er Jugendweltmeister der unter 16-Jährigen wurde.
Seine Normen für den Titel Großmeister erfüllte er 2005 bei Turnieren in Olomouc, Istanbul und Baku. Weitere internationale Erfolge hatte er in Tiflis 2006 (Dritter), Istanbul 2007 (Zweiter hinter Michail Gurewitsch) und 2007 in Tiflis (Erster). 2008 teilte er mit Micheil Mtschedlischwili den dritten Platz bei der 67. Georgischen Meisterschaft. Beim Neckar-Open 2012 in Deizisau gewann er in der vorletzten Runde gegen Étienne Bacrot. Nach einem Remis mit Andrei Istratescu in der letzten Runde waren beide mit je 7,5 Punkten geteilte Erste. Dank besserer Wertung wurde Istratescu Turniersieger.
Schanawa nahm mit der georgischen Nationalmannschaft an den Schacholympiaden 2012 und 2014 teil. 2012 erreichte er das drittbeste Einzelergebnis der Reservespieler.
| Hier fehlt eine Grafik, die leider im Moment aus technischen Gründen nicht angezeigt werden kann. Wir arbeiten daran! |